# Vicaris
De vicaris (Lat. vicarius = plaatsvervanger) is in het rooms-katholieke kerkrecht de plaatsvervanger van een geestelijk ambtsdrager. Het rechtsgebied van de vicaris noemt men het vicariaat. In de protestantse kerk is de functie van vicaris een tussenvorm tussen bediening en ambt.

## Rooms-Katholieke Kerk
Het rooms-katholieke kerkrecht kent meerdere vicarii.

#### Parochievicaris
De meest voorkomende is de parochievicaris, ook wel onderpastoor of hulppastoor geheten. In Nederland worden zij meestal kapelaan genoemd.

#### Kardinaal-vicaris
De kardinaal-vicaris is de plaatsvervanger voor de paus. Hij treedt op voor het bestuur van het bisdom Rome.

#### Apostolisch vicaris
De apostolisch vicaris treedt eveneens op als plaatsvervanger van de paus. Het is meestal een titulair-bisschop die aan het hoofd staat van een missiegebied dat nog niet volledig is opgenomen in de hiërarchische organisatie van een aartsbisdom. Hij legt op geregelde tijden een bezoek ad limina af.

#### Legervicaris
Het Legervicariaat is in 1957 opgericht bij decreet van het Romeinse Consistorie. De legervicaris heeft de leiding over de zielzorg van de militairen en de aalmoezeniers bij de krijgsmacht. In Nederland was dat lange tijd kardinaal Alfrink.

#### Vicaris-generaal
Een vicaris-generaal (ook wel Groot-vicaris genaamd) is de plaatsvervanger van een bisschop, en staat de bisschop bij in het bestuur van het bisdom. Hij heeft veel rechtsmacht binnen een bisdom, met name op kerkrechtelijk gebied. Voor sommige zaken heeft hij een volmacht nodig van de bisschop, zoals bij toewijzing van een kerk aan een priester. De vicaris-generaal kan te allen tijde worden ontslagen door de bisschop, maar daar moet dan wel een duidelijke en goede reden voor zijn. Dergelijke benoemingen worden benoemingen ad nutum (met de hoofdknik) genoemd, omwille van de onmiddellijke ingang van benoeming en ontslag.

#### Bisschoppelijke vicaris
Naast de vicaris-generaal benoemt de bisschop ook verschillende vicarissen (gewoonlijk 3 tot 5), bisschoppelijk vicaris genaamd, die samen met hem en de vicaris-generaal de bisschopsraad vormen, die het dagelijks beleid over het bisdom uitoefent. Elk van de vicarissen is meer bepaald verantwoordelijk voor één of meerdere aspecten van het diocesaan beleid. Zodra de bisschopszetel in een bisdom vacant wordt, zijn de vicaris-generaal en de vicarissen automatisch ontslagnemend. Ze worden door de diocesane administrator of later door de nieuwbenoemde bisschop al dan niet in hun functie herbevestigd.

#### Kapittel-vicaris
Kapittelvicaris is de priester, die na het vrijkomen van de bisschoppelijke zetel, binnen acht dagen na kennisneming van de vacature wordt aangesteld door het kathedrale kapittel. Hij neemt het bestuur van het bisdom over tot de nieuwe bisschop is aangesteld en bezit genomen heeft van de bisschopszetel. Hij hoeft geen lid te zijn van het kapittel en heeft tijdens de sedisvacatie een gewone jurisdictiemacht, maar mag geen vernieuwingen doorvoeren. Hij bestuurt het bisdom namens het kapittel maar hoeft slechts verantwoording af te leggen aan de nieuwe bisschop. Sinds de nieuwe kerkelijke wet van 1983 wordt de voorlopig bestuurder, de diocesaan administrator, gekozen door het Consultorencollege, maar mag men er voor kiezen deze taak als vanouds op te dragen aan het kathedrale kapittel.

#### Overige
Vicaris is ook de benaming van de geestelijke die verbonden was aan een vicarie. Bij sommige orden is de vicaris de onderoverste van een klooster.

## Nederlandse Hervormde Kerk
In de Nederlandse Hervormde Kerk is vicaris de benaming voor proponent of oud-predikant of het vrouwelijk lidmaat met theologische opleiding, die met toestemming van het moderamen door een kerkenraad benoemd is tot bijstand in het pastoraat. De vicaris heeft niet het recht om sacramenten toe te dienen. Er is een onderscheid tussen de vicaris en de hulpprediker.